# Арроне
Арроне (итал. Arrone) — город в Италии, расположен в регионе Умбрия, подчинён административному центру Терни (провинция).
Население составляет 2693 человека, плотность населения составляет 67 чел./км². Почтовый индекс — 5031. Телефонный код — 00744.
Покровителем города считается святой Иоанн Креститель. Праздник города ежегодно празднуется 24 июня.